# Fortissimo//Akkord:Bsusvier
『fortissimo//Akkord:Bsusvier』（フォルテシモ アコルト：ビーサスフィーア）は、La'crymaより発売されたゲームソフト。
『空を飛ぶ、3つの方法。』、『空を飛ぶ、七つ目の魔法。』に続く、La'crymaの第4作。前作は成人向けだったが、本作は15歳以上を対象としている。また、18禁版のEXSなどがある。

## 概要
CIRCUSとブロッコリー の共同展開ブランドであるLa'crymaの第4作で、前作とは打って変わり、本作は召喚されし者（マホウツカイ）同士のバトルロイヤルである。
『月刊コンプエース』（角川書店）の2010年12月号より、こもだによる漫画「fortissimo//Ein wichtiges recollection」が連載された。『ドラゴンマガジン』（富士見書房）の2011年1月号から5月号にかけて、加納新太によるオリジナルノベライズ「fortissimo//wiederbelebung der seele」が連載された。
また、2011年3月31日には同作のバージョンアップ版「fortissimo EXA//Akkord:Bsusvier」（フォルテシモ イクサ アコルトビーサスフィーア）が、2012年6月29日には、新規ルートを追加した「fortissimo EXS//Akkord:nächsten Phase」（フォルテシモ エグゼス アコルト ネクステンファーゼ）が発売された。同作は18禁となっている。2013年12月20日にはEXSの全年齢移植版「fortissimo FA//Akkord:nächsten Phase」（フォルテシモ フルアクセス アコルト ネクステンファーゼ）が発売。
続編的作品としては2014年に発売された『カデンツァ フェルマータ アコルト：フォルテシモ』がある。

## 内容
日本の南西に位置する孤島、月読島（つくよみじま）。4年ぶりに島に帰ってきた主人公の芳乃零二はその島で起こる魔法戦争、『最終戦争（ラグナロク）』に巻き込まれてしまう。戦略破壊魔術兵器、通称『マホウ』と呼ばれる超科学兵器を使い、殺し合う戦争。窮地に追い込まれた零二が人型戦略破壊魔術兵器、サクラを召喚したことにより、この戦争へと巻き込まれてゆく。そして彼は、この戦争の首謀者を見つけ出し、倒すことを誓うのだった。

## 用語解説
召喚せし者（マホウツカイ）
戦略破壊魔術兵器、『マホウ』と呼ばれる特殊な宝石と融合した人の総称。戦略破壊魔術兵器とリンクしただけの者を『見習い術士（マジシャン）』、兵器として具現化できる者は『召喚せし者』とされる。
戦略破壊魔術兵器（マホウ）
手のひらサイズの赤く輝く宝石の形状をした未知の超科学鉱石。宝石自体に意思があるとされ、自ら所有者を選び、宿主と一体化するという寄生生物のような一面を持つ。一度融合すると、人間の意志ではどうすることもできず、決して宿主を変えることはない。『召喚せし者』は常に宝石の補助があるため、人類の科学では理解不能の『超』人となり、宝石が蘇生を行うので死ぬこともない。『召喚せし者』を殺害する方法はマホウの破壊のみである。宿主の強い感情の動きに応じて、宿主の心象を具現化した兵器となる。最低限の使い方は本能に刻み込まれるため、訓練を積む必要はない。また、マホウには以下のような五つの大原則が存在する。
1. 『召喚せし者』は、現在の如何なる科学兵器を用いても殺せない。
2. マホウはマホウでしか破壊できない。
3. マホウはその人物の心象を兵器として具現化した形状となる。
4. 具現化したマホウ兵器には、独自の特殊な能力が備わる。
5. ゆえにマホウは、一人につき一種類まで。

魔力魔術兵装（エイン・フェリア）
生命エネルギーを消費することで生み出す魔力エネルギーを自らの肉体や肉体の一部と同化させる技術や行為のこと。これにより、通常では到達できない身体能力の強化等を可能にする。ただし、魔力量や同化率により効果は様々で、戦闘で優位に立てるほどの魔力コントロールは才能が必要となる。
概念魔術兵装（ヴァナル・ガンド）
世界の理に干渉し、新たに創り出した『概念』を対象に『纏う』技術、およびそれを可能にする兵器のこと。厳密には『概念』を変更しているのではなく、『世界に現存する概念』を、『創り出した概念』にて一時的に“上塗り”している状態である。ゆえに『概念魔術兵装』が消えれば、世界の理は通常通りの『概念』へと戻る。
補助兵装（オプション）
その者の心象を象って具現化するマホウだが、その際に異なる装備品として『召喚せし者』に装填されるものがある。マホウ本体となる攻撃能力を備えるものを『戦略破壊魔術兵器』と呼び、その能力を遺憾なく発揮するために『召喚せし者』へ与えられた装備を『補助兵装』と言う。
悠久の幻影（アイ・スペース）
オーディンが『最終戦争』（ラグナロク）を行う為に作り出した特殊な概念魔術空間。『召喚せし者』たちが互いに争う為に作られたバトルフィールドであり、『最終戦争』の参加者である『召喚せし者』たちはこの空間内でしかマホウを使用できなくなった。
『悠久の幻影』が持つ概念（ルール）は以下の通り。
- この空間内には『召喚せし者』以外は存在できない。
- 空間内で破壊された建造物などは現実世界への影響を及ぼさない。
- 1時間ごとに現実世界を侵食し、13時間以内に『悠久の幻影』を解除しなければ現実世界に存在する全ての生き物は死滅する。
- 解除する方法は“マホウの破壊”、つまり『召喚せし者』の消滅のみ。
- この空間内で消滅した『召喚せし者』の魔力は勝者の『召喚せし者』（厳密には一番近くにいる『召喚せし者』）に受け継がれる。
- 空間内で消滅した『召喚せし者』は、他の『召喚せし者』以外の記憶から完全に抹消され、その“存在”ごと消滅してしまう。

ただし、これらのルールが適用されるのは、本来の参加者であった12人の『召喚せし者』であり、イレギュラーな乱入者とも言うべき零二にだけは適用されない。

## 登場人物
声の項は、全年齢版 / 18禁し版の順とする。声優名がひとつの場合は両作共通。

### 召喚せし者
芳乃 零二（よしの れいじ）
声：大須賀純 / 舌純
本作の主人公。星見学園の2年生。4年ぶりに月読島に帰ってきた。16年前に月読島で終結したとされる十年戦争で両親を失った戦争孤児。妹と再び暮らす為に帰郷した。好物は辛口のカレーライス。武器は人型戦略破壊魔術兵器「サクラ」。能力は対象を『戻す』力、『復元する世界（ダ・カーポ）』。「24時間以内に出会った人物を呼び戻す」能力および「物質を24時間以内の状態に戻す」能力。
“ロキ”の名を冠す、覚醒せし『No.13（ミッシングナンバー・サーティーン）』。昔から龍一と喧嘩して過ごしてきた為、個人の『戦闘』に対する適応力は高い。魔力総量が桁外れで、『召喚せし者』の中でもイレギュラーな存在といえる。龍一との戦闘で、元々優れていた先読みの技能を魔術で強化した、相手を知れば知るほどその精度が増す『対人戦略予知視（ウルザブルン）』に、膨大な魔力の塊を拳に集中させて放つ神話魔術、『神討つ拳狼の蒼槍（フェンリスヴォルフ）』を手に入れる。さらには紗雪から受け継いだ『術式固定（アインハルト）』、『術式固定解除（ラーゼン）』と自らの力を合一した、「自身の現在の状態を固定し続ける」能力『復元する世界 術式固定（ダ・カーポ アインハルト）』を使用する。
本来12人しかいないはずの『召喚せし者』のイレギュラーな13人目。それ故に『最終戦争』のルールが適用されておらず、他の『召喚せし者』たちが『悠久の幻影』内でしかマホウを使用できないのに対し、零二だけは現実世界でも「サクラ」を出し続けたり、『復元する世界（ダ・カーポ）』を使用する事が出来る。
小説版では島で起こっている住民の凶暴化事件の真相と黒幕にいち早く気付き、解決に導いた。犯人であった九理の心情を理解し、すんなりと受け入れるなど、原作よりもマイペースで度量の広い性格になっている。
サクラ
声：南條愛乃 / 立花あや
本作のメインヒロインの一人。零二に召喚された、完全自律型の戦略破壊魔術兵器であり、彼を「マスター」と呼んで慕っている。“～だよ”“～なんだよ”という語尾が特徴。月読島の万年桜の精霊が零二の戦略破壊魔術兵器と融合した姿。桜の精霊ゆえに光を司る。能力は『穢れなき桜光の聖剣（レーヴァテイン）』。「前方広範囲を灰燼と化すマホウの聖剣」。EXA版では紅葉のスキルを受け継いだことで『穢れなき桜光の聖剣（レーヴァテイン）』を七発同時に発射する『多重式屈折次元収束魔導砲（デュアル・レーヴァテイン）』や、光の屈折を利用して相手に幻影を見せる『そして誰もいなくなった（ディメンション・ミラージュ）』も使用する。
究極の人型神話魔術兵器であるが、他の戦略破壊魔術兵器とちがって自在に出し入れする事はできず、また少女の姿をしているため、零二の彼女という設定で相楽家に居候している。光を司り、日光をエネルギー源とする為、暗い場所は苦手。また、魔力を過度に消耗すると高熱を発して寝込んでしまう。使用された『戦略破壊魔術兵器』の能力を瞬時に見抜き、記録する『対魔術兵器戦略思考（ミーミスブルン）』が標準装備されている。レーヴァテインは途方もない魔力を喰うので、基本的に『解放されし九つの鍵（レーギャルン）』によって封印されている。七段階の解放をサクラは基本としている。レーヴァテインを剣とするならレーギャルンは鞘に当たる。サクラの戦闘時の服は補助兵装に当たり、名を『穢れなき極光の神殿（アースガルズ）』という。
4年ほど前から零二と融合していたため、彼のことなら何でもわかる自称「零二マニア」であるが、それを知った零二からは「戦略破壊盗撮兵器」と言われた。また、兵器のくせに居候で食費もかかる上、平和な時は魔力回復を兼ねて縁側でひなたぼっこをしているため、零二に「へっぽこ兵器」の烙印を押されてしまう。
小説版では零二の気を引く為に、霧崎のアドバイスを受けてあの手この手で迫るが、ことごとく失敗に終わった上に霧崎にも遊ばれてしまうなど、へっぽこぶりを発揮するが、戦闘では海を埋め尽くす数万の死霊を『穢れなき桜光の聖剣』で一掃した。また、零二同様、敵であった九理の事はあっさり受け入れている。
皇樹 龍一（すめらぎ りゅういち）
声：水島大宙 / 城國銃志
本作もう1人の主人公。数々の戦争を渡り歩いている。零二の幼馴染であり、真面目な性格。成績優秀、スポーツ万能に加えて人柄の良さから女生徒に人気があるが本人は無自覚。武器はパイルバンカーガンドレッド「雷光を打ち砕くもの（イルアン・グライベル）」。能力は『九つの世界（ノートゥング）』。「九つ存在する、全ての並行世界とアクセス・リンクする」能力。
“トール”の名を冠す、疾風迅雷の魔術拳士。補助兵装『メギンギョルズ&ミョルニル』によって魔力を雷に変換することができる。グローブ“ミョルニル”に魔力を蓄積し、バンダナ“メギンギョルズ”で雷撃へと変換し、自身へと纏うことで自身を雷とする『疾風迅雷（タービュランス）』を基本戦闘スタイルとする。『雷光を打ち砕くもの』は相手の魔力を自分の物とする能力を持つ。それによって吸収した魔力を雷の槍へと変換し、『疾風迅雷』にて強化した拳と共に打ち出す神話魔術『総てを射抜く雷光（トールハンマー）』を使用する。その威力はサクラの『穢れなき桜光の聖剣』と同等の威力を発揮する。さらに『九つの世界』との併用で、触れれば『絶対』に相手を仕留める『総てを超越せし九つの雷光（トールハンマー・フルアクセス）』となる。まさに『必殺』技である。
小説版にも登場。戦闘シーンはないが、九理の身の上話を聞き、感化して突然泣き出した挙句になぎさに殴られる。その天然バカっぷりを見た九理からは「絶妙にバカそう」「扱いやすそう」などと思われていた。
鈴白 なぎさ（すずしろ なぎさ）
声：田口宏子 / 秋月もみじ
本作のメインヒロインの一人。いまどき珍しいまっすぐで朗らかな性格。剣道部の副部長だが、試合では成績を残せない。幼馴染である龍一に想いを寄せているが、臆病な性格ゆえにそれを告げられずにいる。また、見かけによらずかなりの大食いで、勉強は苦手。武器は魔剣と聖剣の面を持つ西洋剣「スウァフルラーメ」。能力は『黄金色の誓約（ティルヴィング）』。「二度に限り全てを切り裂き、三度使用するとその身を滅ぼす」能力。
何者にも穢せぬ、気高き銀白の魔術剣士。二の太刀を必要としない、一撃で相手を仕留めるカウンター型が基本戦闘スタイル。元々良かった視力を魔術で強化することによって未来視をも可能とする『四次元視（プリズスキャルヴ）』を使用し、なぎさの経験不足を補うティアラの補助兵装『すべてを知るもの（アルヴィーズ）』を持つ。さらに魔剣と呼ばれたスウァフルラーメ・ティルヴィングの真の姿、聖剣としての力を解放した状態『白銀魔術兵装（セイクリッドワルツ）』を発動すれば、髪は銀色に輝き、何者にも穢せることのない聖なる意思を身に宿し、持ち主に対して作用する類の状態異常系統のマホウを完全無効化する。
里村紅葉や雨宮綾音と仲が良く、昼休みは生徒会室で3人で昼食を取るのが日課となっているが、その純真な性格ゆえに2人からからかわれる事もしばしば。スタイルが良いため、紅葉からは嫉妬される事も。
小説版では雨宮に唆されて龍一に大胆な色仕掛けを仕掛けるも、自身の臆病さと龍一の天然の前に不発に終わり、龍一と共にフェードアウトした。九理曰く「零二の周りでまともそうなのはこの子だけ」。
黒羽 紗雪（くろばね さゆき）
声：青葉りんご
零二の義理の妹。彼と同じく十年戦争で両親を失った戦災孤児で、黒羽というのは引き取ってくれた老夫婦の姓。スポーツ万能で料理が得意。武器は白と黒の二挺拳銃「うたまる＆アルキメデス」。能力は『福音の魔弾（ヴァイス・シュヴァルツ）』。「“音”を認識して追跡する」能力。かなりの愛猫家であり、自室は猫のぬいぐるみで満ちており、星見商店街の野良猫たちからも慕われている。なお、自身の武器である「うたまる＆アルキメデス」は、彼女のお気に入りの猫の名前である。
白黒を司る、気高き神速の二挺拳銃使い。能力に目覚めてからは、夜な夜な町の治安を守るため銃をふるっていたため「正義の美少女ガンマン」として都市伝説のようになっている。
一秒に満たない瞬間で自身の魔力を消費し、身体能力を向上させる魔力魔術兵装『瞬間魔力換装（フリューゲル・ブリッツ）』に、魔導銃から生み出した“音”を追跡する魔弾を空中に“固定”する『術式固定（アインハルト）』にその“固定”を解除する『術式固定解除（ラーゼン）』を使用する。さらに、空中に大量の魔弾を“固定”し、それを一斉に放つ『正邪必滅の流星群（シュトゥルム・クロイツ）』に、「“音”を認識して追跡する」能力を利用して、『瞬間魔力換装』を使い素早く移動し、対象を蹴り付ける『ムーンサルトキック』を使用する。
義兄弟である零二と名字が違うのは、彼が黒羽夫妻に引き取られた後も名字を変えなかったから。同い年の零二の事を「兄さん」と呼び、実の兄以上に慕っている一方、里村紅葉とは遺伝子レベルでかみ合わない犬猿の仲。
小説版では島民の凶暴化事件の真相を突き止める為に奔走する。零二やサクラに対しては原作と同様やさしいが、霧崎に対してはかなり冷たく、事件解決の為に意図的に巻き込んだ挙句に、操られて敵対してしまった彼を本気で撃とうとした。また、やはり里村とは犬猿の仲で、本気で戦ったり、問答無用で銃撃するなどしている。九理に対しては最初の内は警戒していたが、ある事がきっかけで熱烈に気に入るようになる。
里村 紅葉（さとむら もみじ）
声：米島希 / サトウユキ
零二に惚れて逆ナンパしてきた少女。後に同じクラスに転校してきた彼を運命の人だと確信し、ひたすら積極的にアプローチを繰り返すようになる。性格は大胆不敵で唯我独尊。仲の良い友人には人懐っこく素直だが、気に入らない者に対してはドライで毒舌と、まさに小悪魔。基本的に聡明であるが、嫌いな科目は勉強しない為、成績に波がある。鈴白なぎさの親友であり、共に生徒会室に入り浸っているため、生徒会長の雨宮とも仲が良い。また、隣のクラスのかなた、ひより、このはの姦し三人娘とも友人であるが、零二の妹である黒羽紗雪とは犬猿の仲。
武器は遠隔操作型小型魔導砲「七つの大罪（グリモワール）」。能力は『七人の断罪者（アルカンシエル）』。「対象者に“七つの大罪”を与える」能力。
七つの罪を司る、罪を背負いし七色の断罪者（エクスキューター）。戦略を破壊する『召喚せし者』の1人でありながら、戦略をモットーに闘う零二と同じタイプの戦闘スタイルを持つ。各魔導砲によって傷をつけられると、1つ感覚を失う。『superbia』は赤色の光線を放ち、嗅覚を奪う。『invidia』は橙色の光線を放ち、固有感覚を奪う。『ira』は黄色の光線を放ち、視覚を奪う。『acedia』は緑色の光線を放ち、聴覚を奪う。『avaritia』は青色の光線を放ち、触覚を奪う。『gula』は藍色の光線を放ち、味覚を奪われる。『luxuria』は紫色の光線を放ち、痛覚を奪う。この“七つの大罪”を与える代わりに、相手の罪に応じた魔力の鎖で縛ることにより、相手の魔力出力を減少させることができる『貪る贖罪の鎖（グレイプニル）』といった能力もある。前方に収束された「七つの大罪」から、七色の光線を放つ神話魔術『極光の断罪者（ジャッジメント）』を使用できる。相手の罪に対して罰を与えるため、相手が背負っている罪の数によって威力が変動する。
数年前に一つ下の妹、春花を事故で亡くしており、原因である自分自身を責め続ける一方、妹がくれた“幸せな日常”を守るためなら、相手が誰であろうと容赦はしないという悲壮ともいえる冷酷さを秘めている。
小説版でも紗雪とは犬猿で、作中で唯一の「召喚せし者」同士の本気のバトルを演じている。
霧崎 剣悟（きりさき けんご）
声：遊佐浩二（EXA）、狭川尚紀（FA） / 夏野海男
零二のクラスメイトで、怪しげな似非関西弁口調の細目の青年。気さくで竹を割ったような性格で、転向早々零二とも意気投合し友人となった。零二の事を「芳やん」、龍一を「龍やん」、紗雪を「さっつん」、鋼を「鋼ん」と呼ぶ。思春期よろしく四六時中女体の神秘の事ばかり考えているエロスな男。しかし、軽薄そうな性格の中で時折見せる洞察力はナイフのように鋭い。武器は666本のナイフ「ストリームフィールド」。能力は『踊り狂う悪魔（エイレナイオス）』。「あらゆる物体を念動力で自由自在に動かす」能力。「ストリームフィールド」は一本一本は実際のナイフと大差ないが、666本でひとつのマホウである為、全てを同時に破壊されない限り消滅には至らない上に際限無く復活する。
数多の破滅を描き猛り狂う、666の悪魔。実戦経験は少ないが、喧嘩などは得意で冷静に自分の戦力を計り、適切な能力な能力の扱いをこなす戦闘センスがある。666本の「ストリームフィールド」を『踊り狂う悪魔』によって一本の剣として扱う神話魔術『黙示録に記されし皇帝（ネロ・アポカリュプス）』を使用する。666本のナイフを1つの武器として扱う為、直線的だが絶大な貫通力を持つ。生半可な攻撃では先端の「ストリームフィールド」を数本破壊することしかできない。
小説版では零二の気を引きたいサクラに遊び半分でアドバイスしたり、黒羽紗雪と里村紅葉のケンカを止めようとして二人から攻撃されたりと、お茶らけっぷりを発揮。島民の凶暴化事件の事はまったく知らなかったが、紗雪の姦計で巻き込まれてしまった上、犯人の朝ヶ丘（を操っていた九理）の能力で操られた挙句、サクラと紗雪から撃たれそうになる。結局零二に救われるも、その際に意味も無く殴られ、さらに亡霊武者の大群に追い回されるなど、悲惨な目に遭う。そんな事と生きた人形という不気味さも重なって、零二たちが九理をあっさり受け入れたのに対し、一人だけ過度に恐れるようになり、海水浴に九理が来た際は彼女に対する恐怖と、自分以外の人間は受け入れているという現実に耐え切れなくなって逃げ出した（なお、九理が海水浴に来たのは、霧崎が雨宮に九理の事をしゃべったのが原因）。
梶浦 海美（かじうら うみ）
声：岡嶋妙 / 遠野そよぎ
龍一に惚れている学園のアイドル。メガネに強いコンプレックスを抱いている。武器はメガネ「きらきらメモリーズ」。能力は『わたしのしもべたち（ギャラクシー・エンジェル）「視覚内に映る『戦略破壊魔術兵器』を再現する」能力。同じ戦略破壊魔術兵器を複数作ることはできないが、異なる戦略破壊魔術兵器を同時に複製する事は可能。しかも複製したマホウをいくら使用しても自身の魔力は消費されず、破壊されても死ぬ事はなく、魔力が続く限り何度でも複製できる。故に、一度に多数の敵と戦う事に適している。
予測不可能、未知なる型破りの戦巫女。臆病ではあるが、一度腹を据えると冷静かつ冷酷な思考で戦果を勝ち取るという二面性を持つ。『わたしのしもべたち』によって「サクラ」を複製した「夜桜」を使役する。真田の「ミスティルテイン」、陽菜子の「スイート・ホーム」、紅葉の「七つの大罪」、龍一の「雷光を打ち砕くもの」をも複製する。
夜桜（よざくら）
海美の『わたしのしもべたち』によって複製された「サクラ」。能力は『正義なき夜光の魔剣（レーヴァテイン）』。「前方広範囲を灰燼と化すマホウの聖剣」。魔剣とも聖剣とも言われるレーヴァテインの魔剣としての側面である。
海美好みにチューニングされており、「日光」ではなく「月光」を力に変える。魔力が切れても複製し直せば良いだけなので魔力切れを気にする必要がないため、サクラと違って常に全力を出すことが可能。海美が複製した「七つの大罪」の『極光の断罪者』と『正義なき夜光の魔剣』と共に放つ『正義なき七つの大罪（レーヴァテイン・ジャッジメント）』や、海美が複製した「雷光を打ち砕くもの」の『総てを射抜く雷光』と『正義なき夜光の魔剣』と共に放つ『正義なき漆黒の雷光（トールハンマー・レーヴァテイン）』を使用する。
有塚 陣（ありづか じん）
声：岡田栄美 / 未瑛
マホウツカイの王を自称する、「最終戦争」のゲームマスター。紅葉につきまとっている。武器は浮遊する携帯電話「ギャラルホルン」。能力は『曇りなき真実の嘘（アルケイディアジンクス）』。「自らの言葉へ現実を引き寄せる」能力。
“王”たる器を秘めた、未完のゲームマスター。マホウツカイの王を自称するだけあり、自身の能力に絶対の自信とそれに見合うだけの力を有する。“王”の言葉は現実において絶対なる結果となり、それを真実へと昇華する陣の能力は、死者の蘇生をのぞきすべての事を一時的に真実へとするものである。オーディンより授かった「概念魔術空間」に任意の人物を引きずりこむ『始まりの大地（イザヴェル）』を持つ。「召喚せし者」以外は存在できない場所で、この空間内では相手の生命を脅かす行為は厳禁で、殺意ある行為は制限される。また、『悠久の幻影（アイ・スペース）』を発動させることも出来る。
高嶺 陽菜子（たかみね ひなこ）
声：たみやすともえ / 民安ともえ
難病により、生まれてからずっと高嶺病院に入院している少女。高嶺病院は陽菜子の為に彼女の父親が建てた物である。毎日のように見舞いに来てくれる真田慶介を大変慕っている。武器は浮遊する鳥籠「スイート・ホーム」。能力は『高潔なる処女（アイギスメイデン）』。「あらゆる“障害”を拒絶する壁を生み出す」能力。
無垢なる檻に囚われた、哀しき鳥籠使い。「スイート・ホーム」は空想した生き物を具現化する力を持つ。想像力と魔力によっては神話上の幻想種さえ具現化できるが、ずっと入院していた陽菜子にはそれを空想するだけの知識が足りない。ずっと入院していたため日常生活も経験不足で運動神経も平均以下で体力も高いほうではない。彼女ほど戦闘に向かない人間も珍しく、それゆえ俗世に染まっていない無垢で純粋な心を持つ。
真田 卿介（さなだ けいすけ）
声：遊佐浩二（EXA）、狭川尚紀（FA） / 夏野海男
陽菜子のボディーガード。いつも黒いスーツにサングラスをかけた寡黙な男であるが、先代の忘れ形見である陽菜子を大事に思っており、彼女にも慕われている。なお、陽菜子の事は「お嬢」と呼ぶ。武器は風を操作するトランプ「ミスティルテイン」。能力は『傷だらけの忠誠心（ストームブレディンガー）』。「マホウに触れた相手の生命力を奪う」能力。核であるジョーカーさえ破壊されなければ53枚まで自由に複製可能。
冷静沈着、寡黙なトランプ使い（キリング・マシーン）。実戦経験は多い訳ではないが裏の世界で生きてきた為、命をかけた修羅場は慣れている。彼の武器は威力は低いが殺傷力は備えてあり、他者に生命力を分け与える力を持つため陽菜子の命を救うため、主の意思に背いてでも陽菜子を救う為に暗躍する。月読島で騒がれている通り魔「眠り鬼」の正体である。
轟木 鋼（とどろき はがね）
声：一条和矢
熱血馬鹿。デカイほうが強いという、独自の戦闘理念を持っている。武器はバトルアックス「エッケザックス」。能力は『すんげぇ強えぇ重力（グラビトンプレス）』。「対象の重力認識を操作する」能力。
デカイから当然強い、自称・進化する天才。自称「常に進化する天才」。魔力魔術兵装『俺様世界（ワガママ）』の効果により、彼の常識で理解できない攻撃は彼には通じない。霧崎からは「歩く死亡フラグ」と呼ばれている。これは馬鹿にしているのではなく、これだけ死亡フラグを乱立していながら平然と日常を過ごしている彼への褒め言葉である。
ワルキューレ
窮地に追い込まれた零二を救う謎の女性。武器は魔力のピアノ線を生成できるウェディンググローブ「ストリングロード」。能力は『無に還った少女（ブリーシンガメン）』。「ピアノ線に触れた“現象”の運動エネルギーを変化させる」能力。
優雅に戦場を駆けし、漆黒の行く戦乙女。その正体は生徒会長の雨宮綾音。姿が違うのは補助兵装の一種であるらしい。初対面から気さくに話しかけてくれた零二に病的なまでの一方的な愛情を寄せており、そのため彼の邪魔になりそうな「召喚せし者」を殲滅しようとする。敵の攻撃の運動エネルギーを無効化する「無に還った少女」で防御し、ピアノ線から運動エネルギーを無尽蔵に生み出し、岩でも切り裂くことができる神話魔術『裏切りの女神（ダウィンスレイヴ）』で攻撃する。さらに「悠久の幻影」内の敵を捜す索敵能力『天駆ける光の使者（スキンファクシ）』を持つ。
オーディン
声：鳥海浩輔 / 不明
ある目的の為に「最終戦争」を引き起こした人物。武器は世界を統べしマリッジリング「ニーベルングの指環」。
その正体は龍一の養父。龍一を育て、戦場を渡り歩いていた。また、零二や相良苺とも浅からぬ因縁を持つ。
相楽 苺（さがら いちご）
声：志水結美 / 桜ちとせ
零二と紗雪の居候先の家主。若く見えるが年齢は不詳。古めかしい言葉づかいをする。能力は『摂理なる終焉（エンドレスバニッシュ）』。「全てを無に帰す」能力。
世界で唯一の魔法使い（ユグドラシル）。ただし、あくまで仮。本物の魔法使いは宝石も無しで特殊能力を使用可能だが、彼女は融合していない宝石の能力を使えるだけなので、本物の魔法使いが現れるまで魔法使いを名乗る権利を持つだけである。
昔、友人から呼ばれていた「ワンコ」というあだ名にコンプレックスを抱いており、いまでも「ワンコ」と聞くと反射的に「苺じゃ!」と叫んでしまう癖がある。

### 一般人
雨宮 綾音（あまみや あやね）
声：加瀬愛奈 / nazuna米
星見学園の生徒会長。成績優秀、スポーツ万能に加え音楽家一家の将来有望なピアニストとして学校中の尊敬を集めている。ワルキューレの正体。
小説版ではその天邪鬼振りをいかん無く発揮し、零二や九理を振り回した。
水坂 美樹（みずさか みき）
声：松嵜麗 / 新鳴はるか
零二の幼馴染で、紗雪のクラスメイト。12月24日生まれ。巨乳の美少女。飛びぬけて陽気で人懐っこい。零二の守りたい“大切な人”。
まお太
サクラが拾ってきて相良家で飼われるようになった子犬。当初は野良犬だと思われていたが実は迷い犬であり、後に本当の飼い主の下へ戻された。サクラは大変可愛がっていたが、なぜか彼女には懐かず、初対面から何度も噛み付いていた。
木乃宮 このは（きのみや このは）
声：松平美波穂 / 不明
紗雪のクラスメイト。姦し三人娘の一人。母親は看護師として高嶺病院で働いている。紅葉の事を「お姉さま」と呼んで慕っているアブノーマルな少女。紗雪とも仲が良く、一緒に昼食をとることもある。漫画版にも登場。
秋風 かなた（あきかぜ かなた）
声：金子未佳 / 不明
紗雪のクラスメイト。姦し三人娘の一人。口数が少なく無愛想な性格。暴走しがちなひよりのツッコミ役。零二とも知り合い。漫画版にも登場。
美鏡 ひより（みかがみ ひより）
声：椎名るぅ / 不明
紗雪のクラスメイト。姦し三人娘の一人。やたらと元気でやや天然な性格。自称「ちょ～美少女」、「スーパー美少女」と豪語するが、かなたからは「超微妙少女」、「超残念少女」などと言われている。零二や紗雪とも友人で、零二を「芳のん」、紗雪を「ゆっきー」、紅葉を「もみじん」と呼ぶ。月読島で唯一の温泉施設である美鏡温泉の看板娘。漫画版にも登場。
飯塚（いいづか）
声：寺田明正 / 不明
零二たちのクラスの担任。学生思いの大らか性格。紅葉からは「ヅッカー先生」と呼ばれている。
桜井 俊介（さくらい しゅんすけ）
声：鈴木裕斗 / 不明
梶浦海美の幼馴染。生花店の長男であり、梶浦神社に配達に行っている。

### その他
姫白 九理（ひめしろ くり）
声：なし / 綾瀬あかり
小説版オリジナルの登場人物。零二たちの前に現れた謎の少女。自身の能力を使って島民の凶暴化事件を起こしていた。その正体は人間の少女の霊魂を宿した人形。どのような過程でそうなったかは一切不明。零二らに敗れた後、零二の事が気に入ったらしく、近所の空き家に住みつつ度々相良家に出入りするようになった。正体不明の生きた人形という奇怪な存在にも拘らず、零二たちからはあっさり受け入れられたが、霧崎からは過度に恐れられている。
数多の魂を操る、純白なる人形少女。能力は『這い寄る混沌（スキーズブラズニル）』。視線をトリガーにして、生物、無生物を問わずあらゆる物を操る能力。作中では古戦場跡の地中に眠る数え切れない程の亡霊武者や、海に沈んでいた何万もの霊魂を操って零二たちを追い詰めた。一度術中に陥ると召喚せし者でも自力で逃れる事は出来ず、肉体と戦略破壊魔術兵器（マホウ）を（意識はそのまま）完全に掌握されてしまう。他にも、宙に浮いたり姿を消したりすることができる他、「召喚せし者」とそうでない者を見分けることも出来る。
EXS版にも登場する。
ロキ
声：不明
EXS版に登場。
零二達の前に現れる、謎の男。「ロキ」という名は零二に付けられた別称であり、外見はサクラと同じスカーフを付けた零二に見える。
黒騎士（シュバルツリッター）
声：不明
EXS版に登場。
哀しき宿命に操られた、漆黒の女剣士。鈴白なぎさに酷似した外見に加え、彼女と同じ“魔剣”『スウァフルラーメ』を持つ。

## スタッフ
- メインイラスト：大場陽炎
- イラスト：鷹乃ゆき、立羽、こなた、たにはらなつき、たかとう
- ディレクション・メインシナリオ：神夜優
- シナリオ：johnny、青葉大、友野健人
- メイン武器デザイン：石渡マコト：ポリゴン番長（ニトロプラス）
- プロデューサー：tororo

## 主題歌

### fortissimo//Akkord:Bsusvier
オープニングテーマ
「fortissimo-the ultimate crisis-」
作詞 - yuki-ka / 作曲・編曲 - 八木沼悟志 / 歌 - fripSide
「Asgard」
作詞 - YUI / 作曲・編曲 - 橘尭葉 / 歌 - 妖精帝國
挿入歌
「keep existing」
作詞 - YUI / 作曲・編曲 - 橘尭葉/ 歌 - 妖精帝國
「My wish = Only one」
作詞・歌 - yozuca* / 作曲 - 俊龍 / 編曲 - 東タカゴー
「柔らかな桜光」
作詞 - yozuca* / 作詞・編曲 - 佐伯高志 / 歌 - 加瀬愛奈
「Swear」
作詞・作曲 - 瀬名 / 編曲 - 大野宏明 / 歌 - 結城アイラ

### fortissimo EXA//Akkord:Bsusvier
オープニングテーマ「REW」
作詞 - Ryo Fujimura / 作曲・編曲 - 森空青 / 歌 - 霜月はるか
「Fata Morgana」
作詞 - YUI / 作曲・編曲 - 橘尭葉/ 歌 - 妖精帝國
「Umbrella」
作詞 - Ryo Fujimura / 作曲・編曲 - 高梨佳汰 / 歌 - Lily-an

### fortissimo EXS//Akkord:nächsten Phase
サクラルートオープニングテーマ「fortissimo-from insanity affection-」
作詞 - yuki-ka / 作曲 - 八木沼悟志・川崎海 / 編曲 - 川崎海 / 歌 - fripSide
紗雪ルートオープニングテーマ「LOST GARDEN」
作詞・作曲・編曲・歌 - No Life Negotiator
紅葉ルートオープニングテーマ「昏き世界の慟哭」
作詞 - YUI / 作曲・編曲 - 橘尭葉/ 歌 - 妖精帝國
「Revive」
作詞 - Ryo Fujimura / 作曲・編曲 - HΛL / 歌 - 桜川めぐ